# Бірське міське поселення
Бі́рське міське поселення (рос. Бирское городское поселение) — муніципальне утворення у складі Бірського району Башкортостану, Росія. Адміністративний центр — місто Бірськ.
Станом на 2002 рік існували Бірська міська рада (місто Бірськ) та Пономарьовська сільська рада (села Ніколаєвка, Пономарьовка), селище Нікольський до 2004 року перебувало у складі Сілантьєвської сільської ради. Пізніше село Ніколаєвка було передано до складу Бурновської сільської ради.

## Населення
Населення — 48239 осіб (2019, 43572 у 2010, 41712 у 2002).

## Склад
До складу поселення входять такі населені пункти:
| Населений пункт       | Населення, осіб (2002) | Населення, осіб (2010) |
| --------------------- | ---------------------- | ---------------------- |
| Бірськ, місто         | 39992                  | 41635                  |
| Нікольський, присілок | 69                     | 85                     |
| Пономарьовка, село    | 1651                   | 1852                   |